# 出水麓

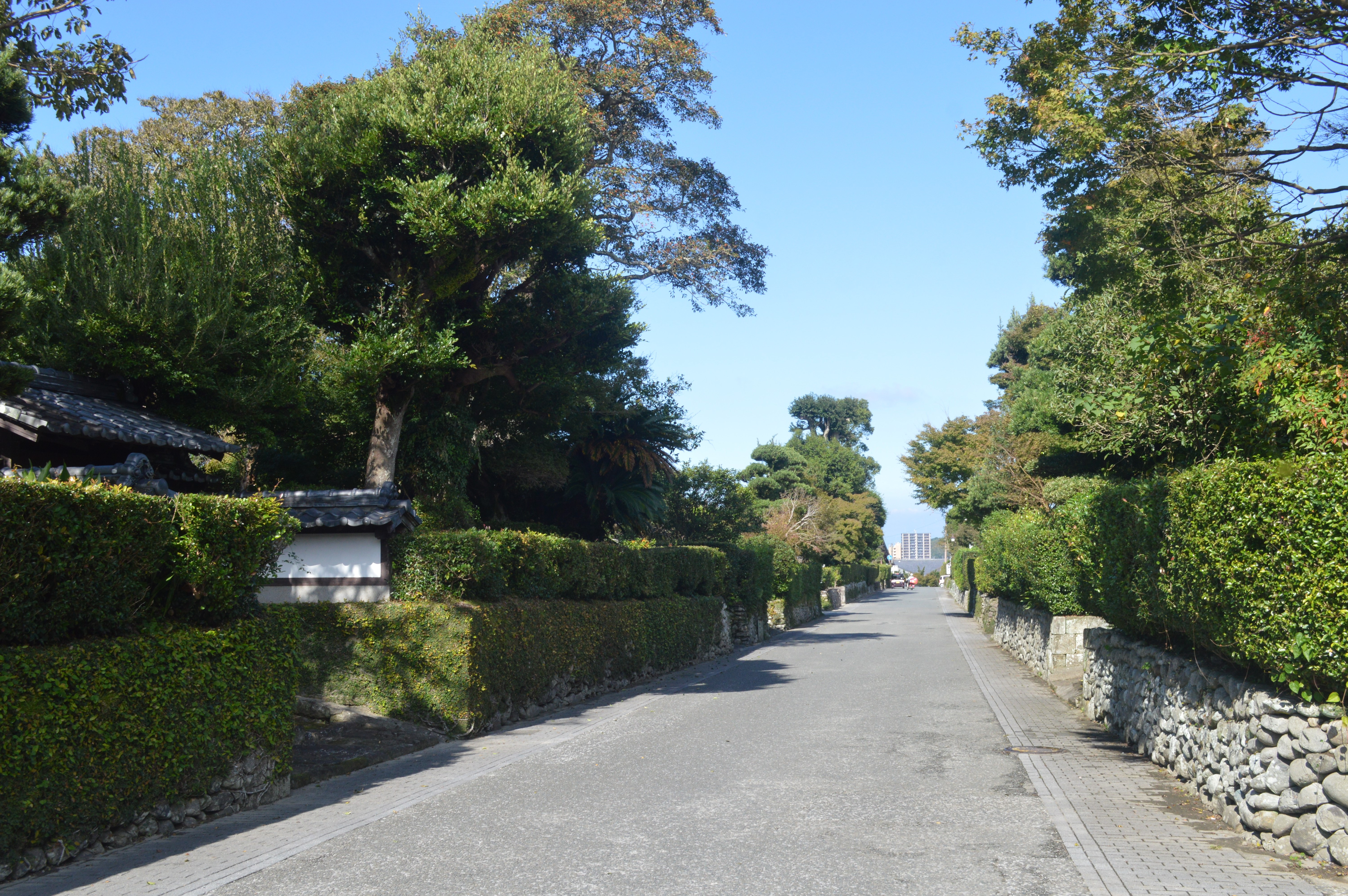
出水麓の竪馬場

出水麓（いずみふもと）は、鹿児島県出水市麓町にある町並み保存地区。丸石を積んだ石垣と高い垣根に挟まれた通りで構成される、薩摩藩が防衛拠点としていた武家屋敷群である。

## 特色
丘陵地を平坦に整地した上で整然と区画し、道路部分は掘りこんで武家屋敷部分を高くしている。武家屋敷の敷地は丸石を積んだ石垣と高い垣根に囲まれている。武士の生活拠点だったほかに、防衛拠点としての機能も兼ね備えていた。2018年（平成30年）時点でも約50戸の武家屋敷が残っており、現存する九州最大級の武家屋敷群とされる。

## 歴史

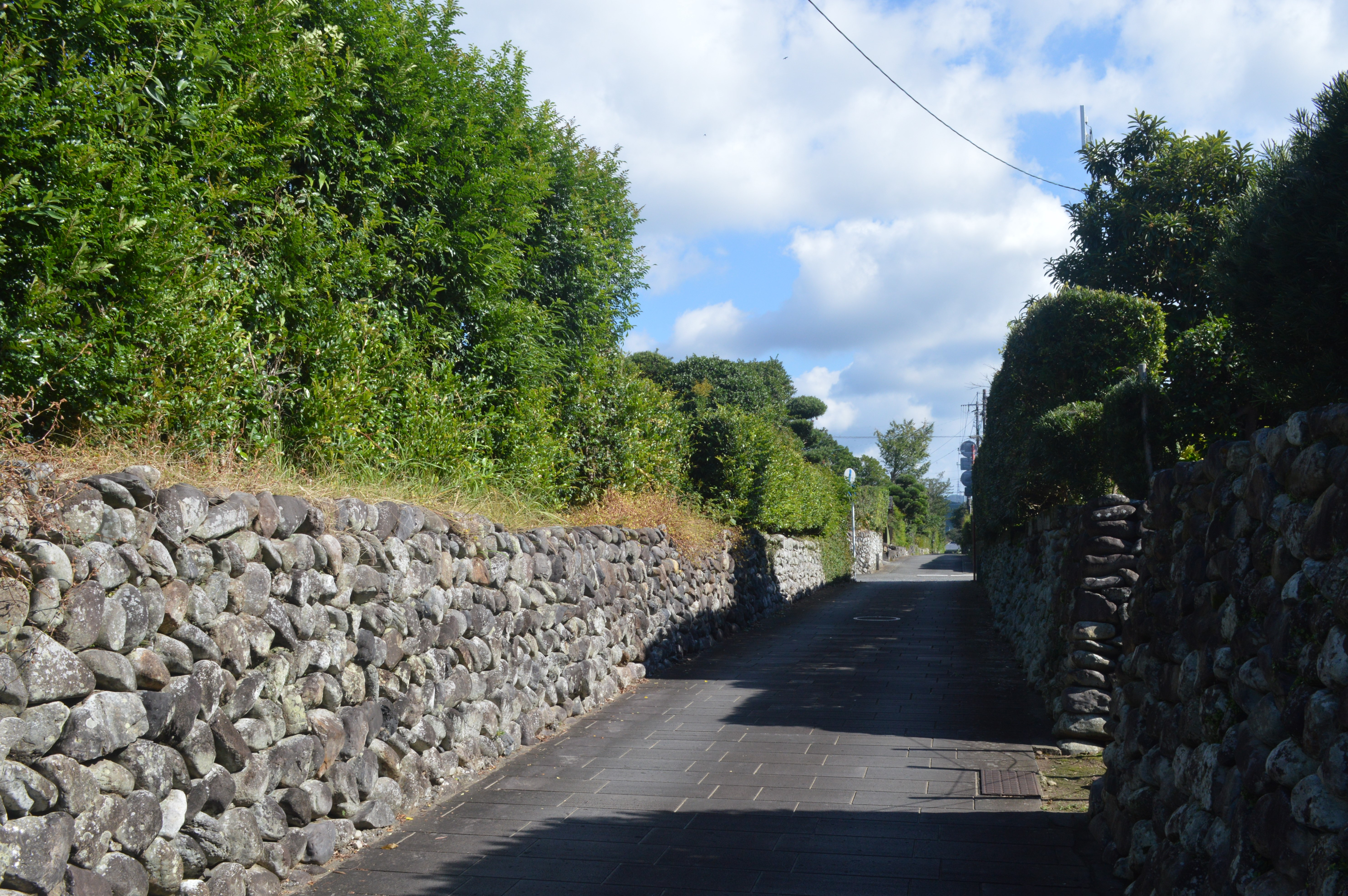
鬼坂

### 薩摩藩による造成
薩摩藩は防衛拠点として、領内に「麓」（ふもと）と呼ばれる集落（外城）を多数築いて武士を配置した。江戸時代末期には約120か所の麓があったとされ、出水麓は最も古く最も規模の大きい麓である。出水は薩摩藩と肥後藩の国境に近かったことから重要度が高く、慶長4年（1599年）から約30年をかけて造成された。
西郷隆盛は参勤交代時に滞在したことがあった。坂本龍馬は出水近くの関所で薩摩国への入国を拒否されたことがある。

### 保存と活用
1995年（平成7年）12月26日、文化庁によって「出水市出水麓」が重要伝統的建造物群保存地区に選定された。鹿児島県では「知覧町知覧」に次いで2件目の重伝建地区である。
2017年（平成29年）5月1日、古文書や武具などを展示する出水麓歴史館が開館した。2019年（令和元年）5月20日、出水麓など8つの麓と鹿児島市からなる「薩摩の武士が生きた町」が日本遺産に選定された。

## 名所・旧跡

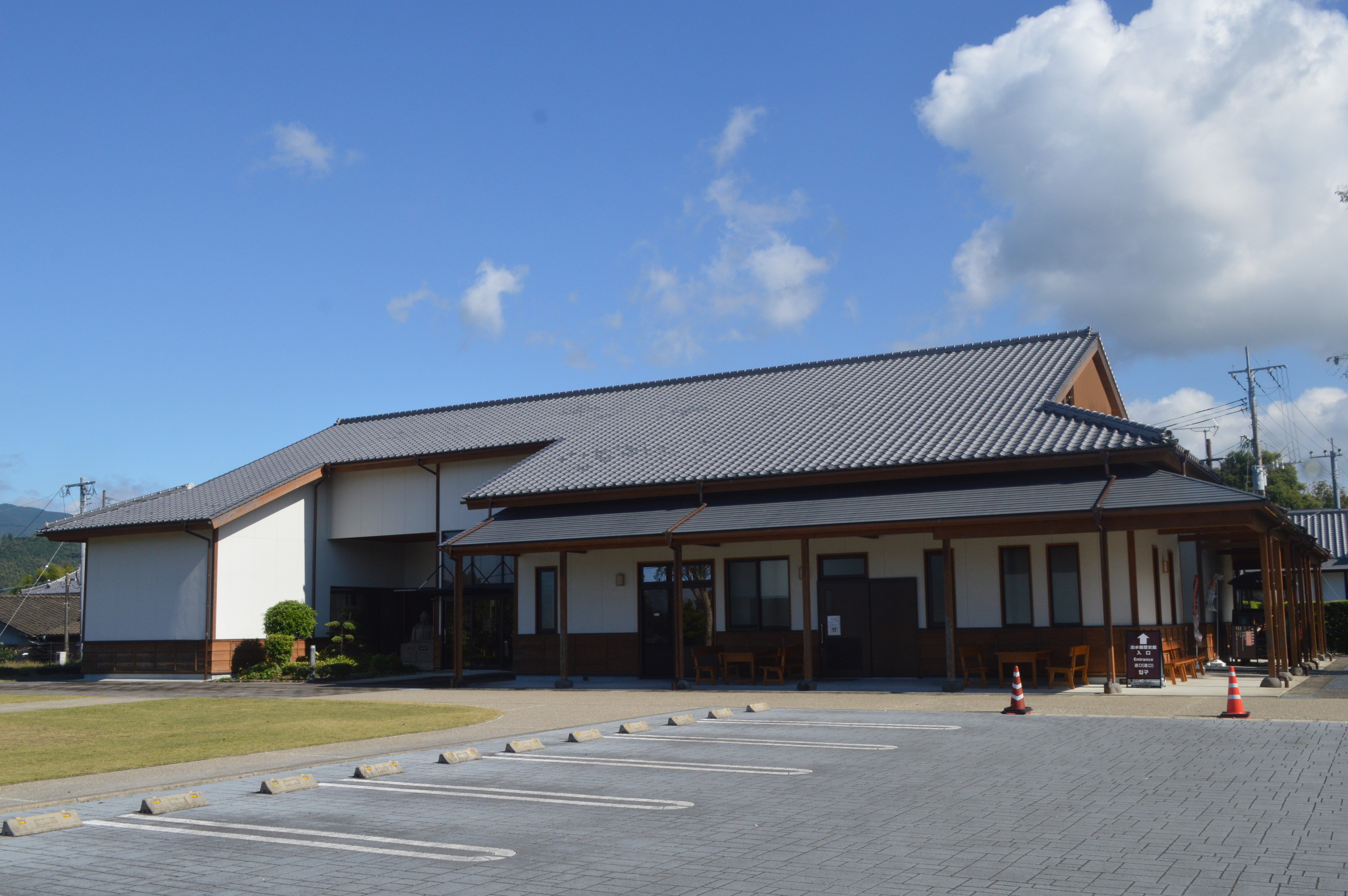
出水麓歴史館

- 出水麓歴史館 - 展示施設。2017年（平成29年）5月1日開館。
- 竹添邸（旧竹添家住宅） - 公開施設の武家屋敷[6]。
- 税所邸（さいしょてい、旧税所家住宅） - 公開施設の武家屋敷[6]。
- 宮路邸 - 武家屋敷。2008年（平成20年）に放送されたNHK大河ドラマ「篤姫」でロケ地となり、俳優の高橋英樹演じる島津斉彬がお国入りする場面が撮影された[6]。2022年（令和4年）6月30日には宿泊施設「RITA 出水麓 宮路邸」が開業した[7]。
- 御仮屋門 - 鹿児島県指定文化財。現在は出水市立出水小学校の正門[6]。
- 諏訪神社 - 社格は旧郷社。
- 出水市護国神社

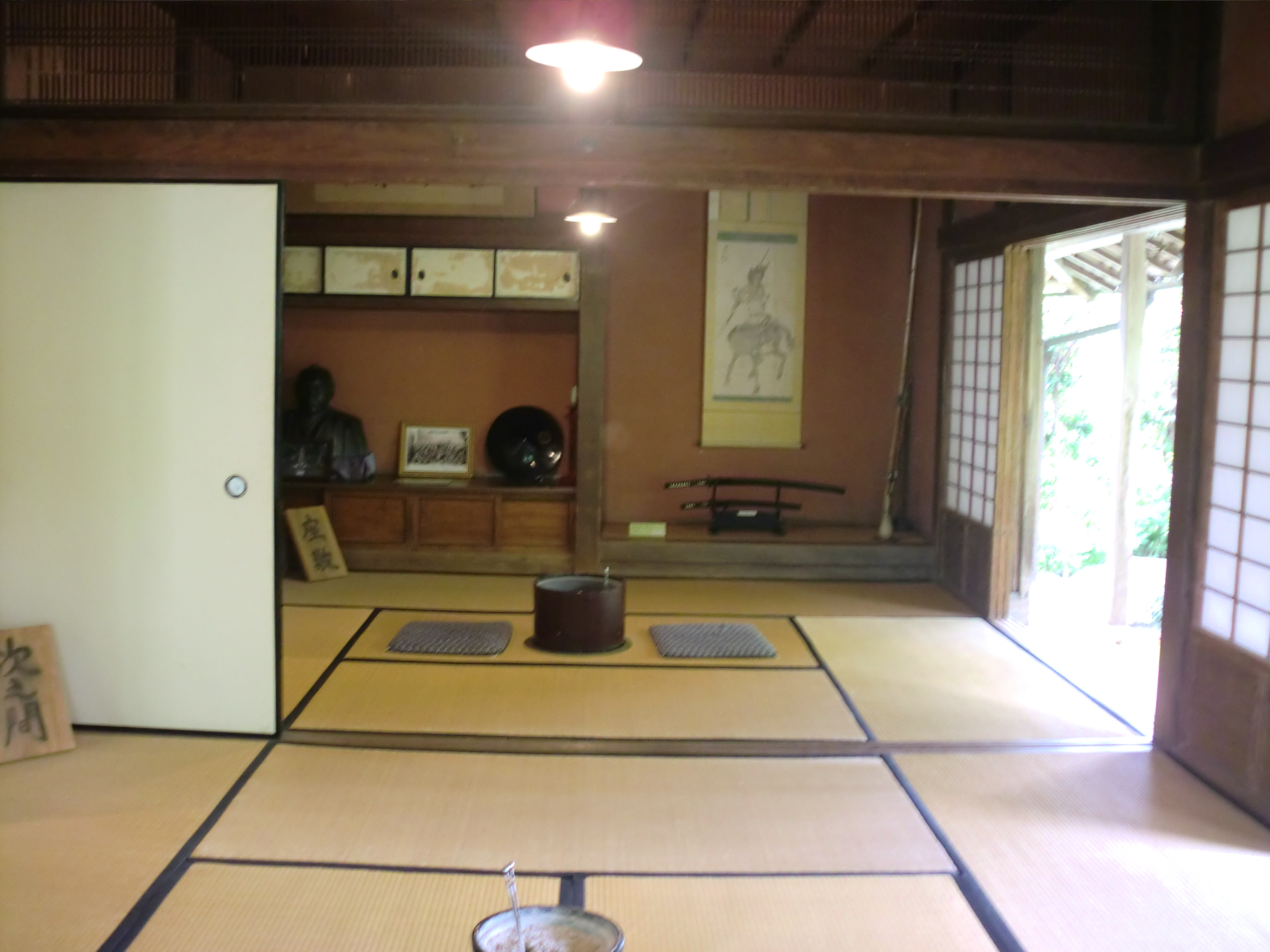
竹添邸
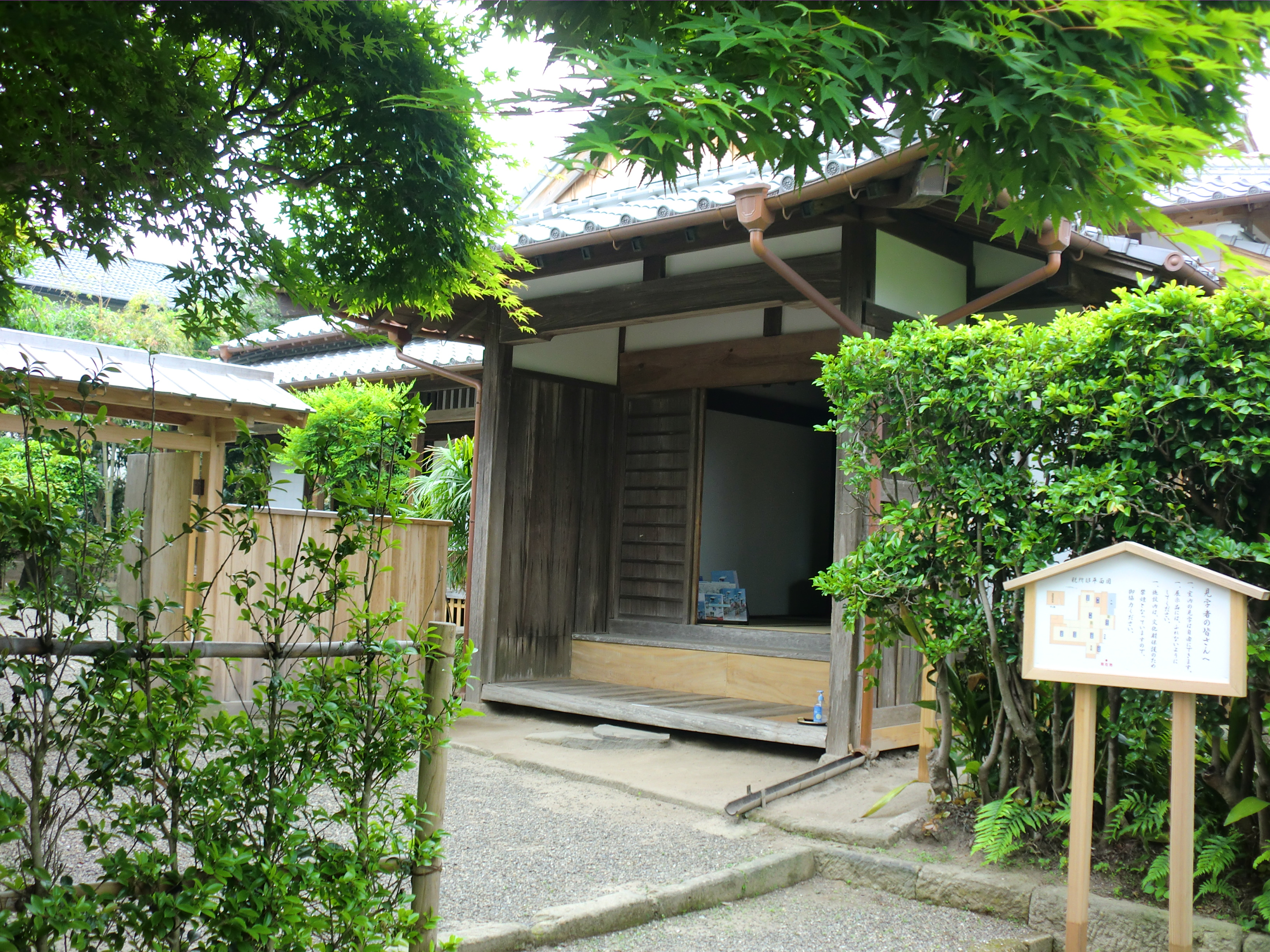
税所邸
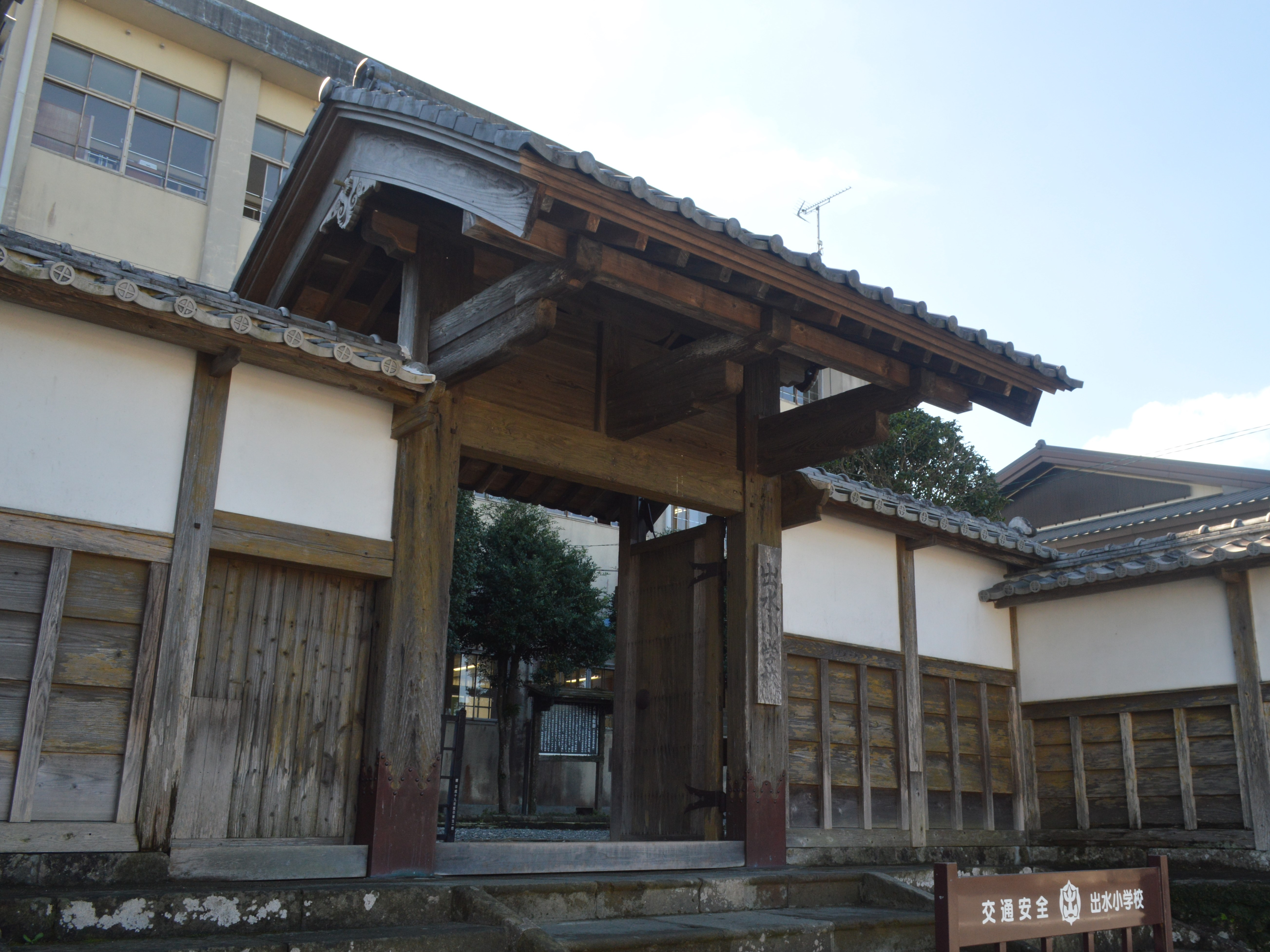
御仮屋門
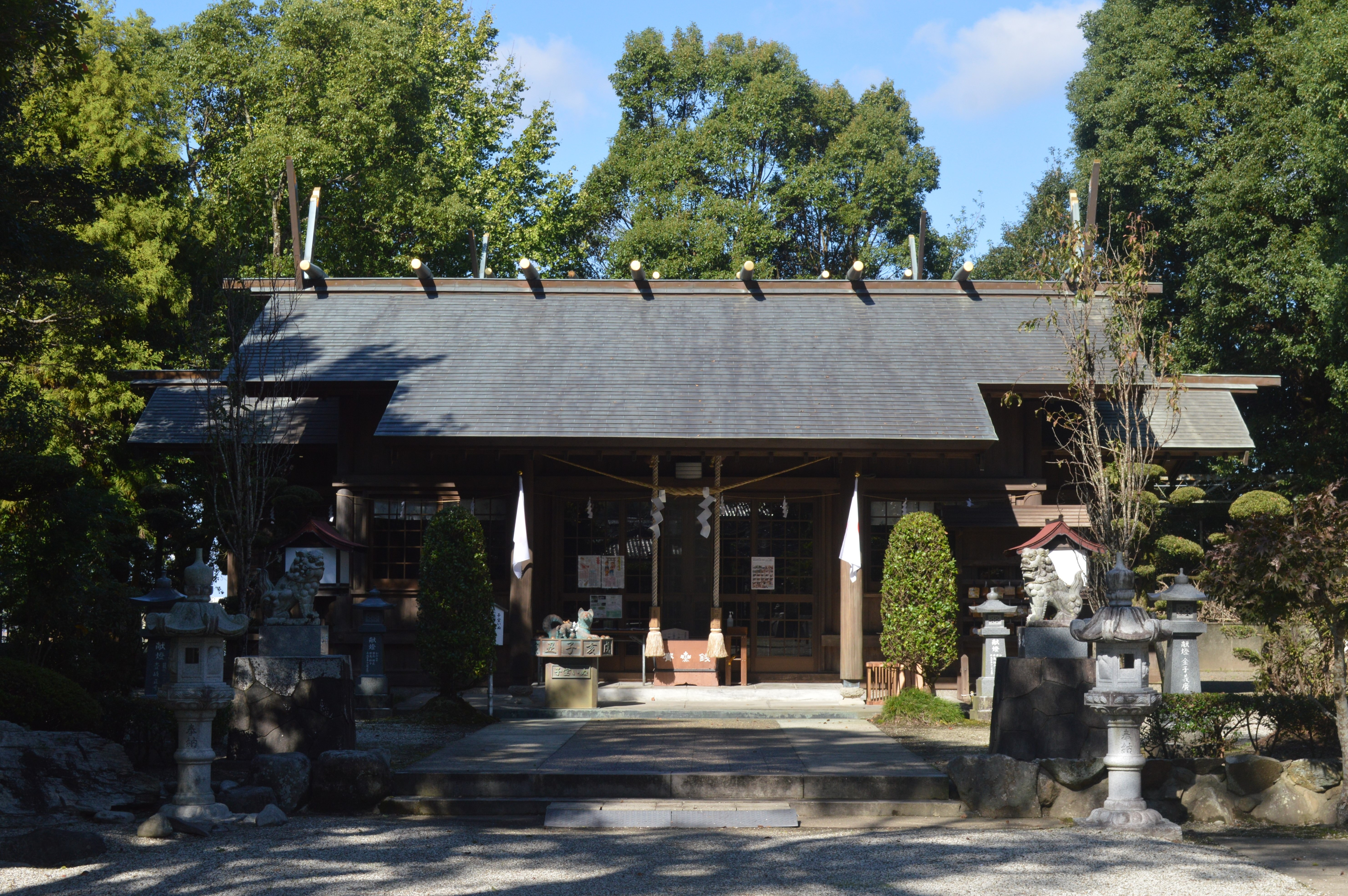
諏訪神社
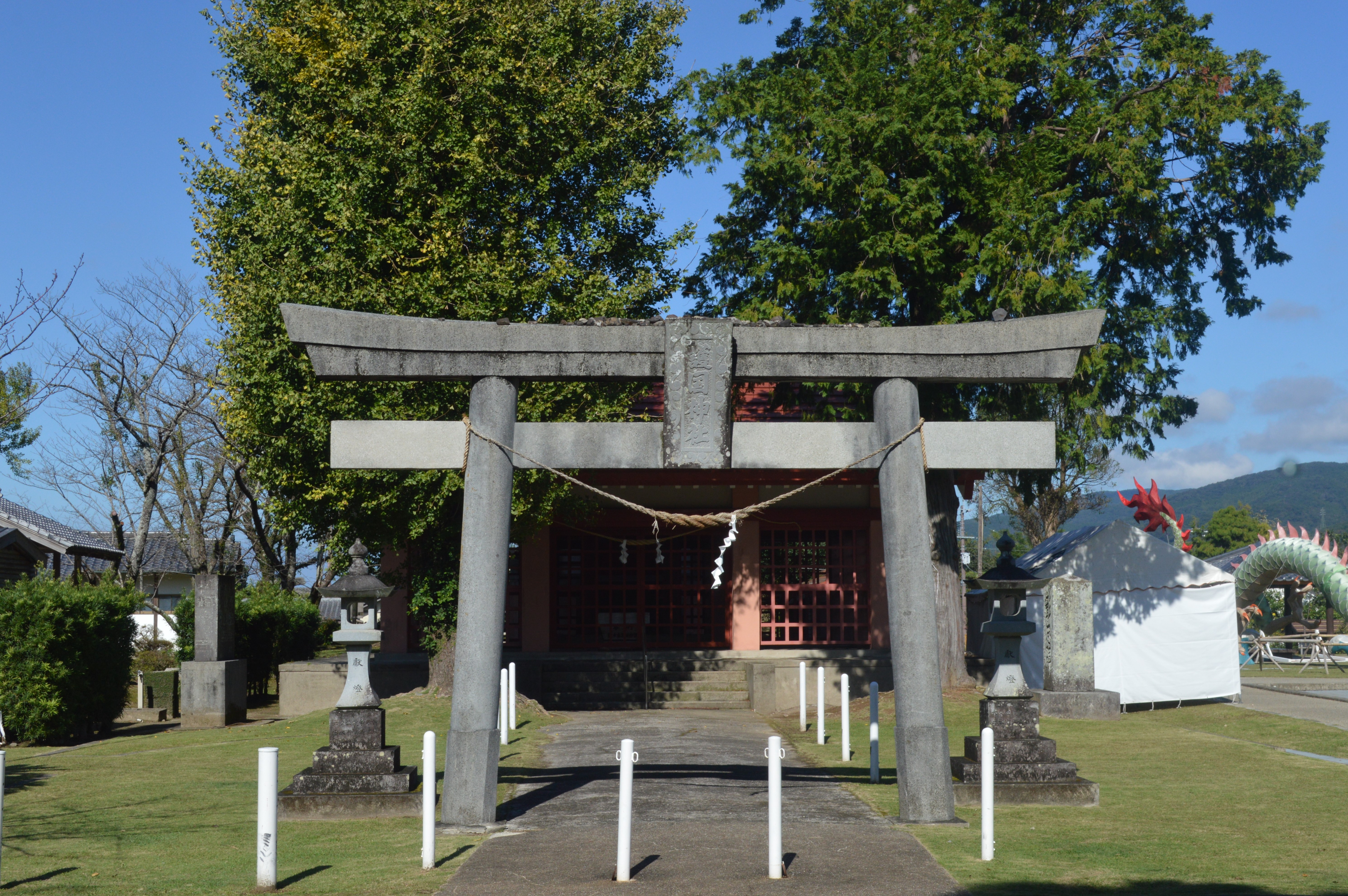
出水市護国神社

## 祭事
- 麓まつり

## 重要伝統的建造物群保存地区データ
- 地区名称：出水市出水麓
- 種別：武家町
- 選定年月日：1995年（平成7年）12月26日
- 選定基準：
- 面積：43.8ヘクタール[5]

## 交通
- JR九州新幹線・肥薩おれんじ鉄道出水駅から徒歩